# Professional Griefers
Professional Griefers è un singolo realizzato dal produttore discografico canadese deadmau5 in collaborazione con il cantautore Gerard Way (membro dei My Chemical Romance) terzo estratto dal sesto album in studio di Zimmerman > album title goes here <.
La canzone è presente nel videogioco FIFA 13 e nella sua colonna sonora. La canzone è anche presente nel videogioco Asphalt 8: Airborne nella playlist elettronica. Il singolo si è posizionato in ben nove classifiche di Billboard.

## Origine
Il singolo è stato presentato in anteprima come strumentale inedita sul canale Ustream di Zimmerman come work in progress il 13 febbraio 2011. La strumentale ha fatto il suo debutto live durante il Meowingtons Hax Tour, anche durante la sua acclamata esibizione da headliner al Lollapalooza. All'inizio del 2012, quando è stato chiesto a Zimmerman perché stava aspettando di rilasciarlo, ha risposto "sto per farci qualcosa di grande". Quel luglio sparse la voce che ci sarebbe stato un videoclip e che aveva bisogno di circa 2000 fan per realizzarlo.

## Videoclip
Il videoclip, con Zimmerman e Way, è stato diretto da Paul Boyd e Jeff Ranasinghe e prodotto dalla società di produzione Weapons of Mass Entertainment di Dave Stewart. Ha debuttato il 29 agosto 2012 tramite il canale YouTube di Ultra. È il videoclip di musica dance più costoso mai realizzato.
Il video inizia vicino a una roulotte i cui residenti stanno guardando Zimmerman e Way combattere con topi robotici giganti in una partita UFC all'interno di una cupola (un riferimento al Thunderdome del franchise di Mad Max), con una folla che guarda (composta dai suddetti 2000 fan). In tutto il video, varie persone che guardano la partita in TV. Mentre Way sembra prevalere sulla partita, una versione robotica di Meowingtons, il gatto di Zimmerman, entra e gli mastica i fili dei comandi. Ciò rende il robot di Way inattivo, il che consente a Zimmerman di vincere la partita. Ma subito dopo, il gatto robotico assume il controllo del robot malmenato di Zimmerman, facendolo inciampare e cadere nella cupola, schiacciandolo, mentre tutti all'interno fuggono. Il video termina con il gatto robotico in piedi su alcuni detriti, che guarda nella telecamera, prima di avventarsi su di essa.

## Tracce
Download digitale
1. Professional Griefers (feat. Gerard Way) (Radio Edit)
2. Professional Griefers (Vocal Mix)
3. Professional Griefers (Instrumental Mix)